# انجمن تحقیقات روان‌شناسی آمریکا
انجمن تحقیقات روان‌شناسی آمریکا (انگلیسی: American Society for Psychical Research) قدیمی‌ترین سازمان تحقیقاتی روان‌شناسی در ایالات متحده است که به فراروان‌شناسی اختصاص دارد.